# Zoo la Garenne
Koordinaten: 46° 28′ 40″ N, 6° 14′ 35″ O; CH1903: 508186 / 148085
Der Zoo La Garenne ist ein Zoologischer Garten in Le Vaud, Kanton Waadt, Schweiz. Der Zoo zeigt hauptsächlich europäische Tiere.

## Geschichte
Der Zoo entstand 1965 als Mischung zwischen einer Pflegestation und einem kleinen Tierpark mit vor allem einheimischen Tieren. Er gehörte einer Privatperson. Ab 1975 bekommt er Unterstützung durch einen Förderverein. 1998 übernahm eine Stiftung, an der sich auch die öffentliche Hand der Region beteiligt, die Trägerschaft.
Im Jahr 2016 zog der Zoo auf ein komplett neu gebautes Gelände, welches grössere und naturnahere Anlagen für die Tiere zur Verfügung stellt. Seit 2017 ist der Zoo Mitglied der Schweizer Zooorganisation Zooschweiz, seit 2019 bei der europäischen Zoovereinigung EAZA.

## Tiere
Neben den sehr erfolgreich brütenden Bartgeiern leben in dem Tierpark Mönchs-, Gänse- und Schmutzgeier sowie verschiedene andere Greifvögel und Eulen. Ausserdem werden einige Raubtiere wie Wildkatzen, Füchse und Wölfe gehalten. Im beheizten Pavillon de la nature und im Ausstellungsraum unter dem Restaurant sind zahlreiche Reptilien, Amphibien, Fische, Nagetiere und Insekten zu sehen.

### Bartgeier
1978 wurde das internationale Projekt zur Wiederansiedlung von Bartgeiern in den Alpen gestartet. Daran war La Garenne von Beginn an beteiligt. Ein 1989 ausgewilderter Bartgeier stammte aus diesem Zoo.

### Pflegestation
Daneben betreibt La Garenne auch eine Pflegestation für verletzte Altvögel oder verlassene Jungvögel.
|  |  |
|  |  |
|  |  |